# 富士西公園
富士西公園（ふじにしこうえん）は、静岡県富士市入山瀬に位置する公園。新東名高速道路の高架下および、その北側に広がる緩やかな斜面地で構成される。

## 概要
斜面地側には芝生が多く、イベント会場、多目的広場、自由広場、遊具の設置された遊びの広場などがあり、高架下には駐車場、スポーツコート、砂場や遊具、バスケットゴールが設置されたプレイグラウンドがあり、テニスコートが建設中である。また、バスケットゴールが芝地と高架下の間は道路で分断されているため、歩行者用の橋が2本設置されている。トイレも複数設置されており、休憩所（公園センター）の側には富士市花の会によって手入れされている花壇がある。

## 所在地
静岡県富士市入山瀬772-1

## テレビ
2010年5月22日放送の『シバトラ〜さらば、童顔刑事スペシャル〜』のロケ地として、高架下の駐車場部分が使用された。

## 周辺
- 新東名高速道路、新富士インターチェンジ
- 国道139号
- 富士市立鷹岡中学校
- 富士文庫
- 鷹の湯